# چارلستون (کارولینای شمالی)
چارلستون (به انگلیسی: Charleston) یک منطقهٔ مسکونی در ایالات متحده آمریکا است که در شهرستان هلیفکس، کارولینای شمالی واقع شده‌است. چارلستون ۲۴٫۰۸ متر بالاتر از سطح دریا واقع شده‌است.